# Cyclocross Zonhoven

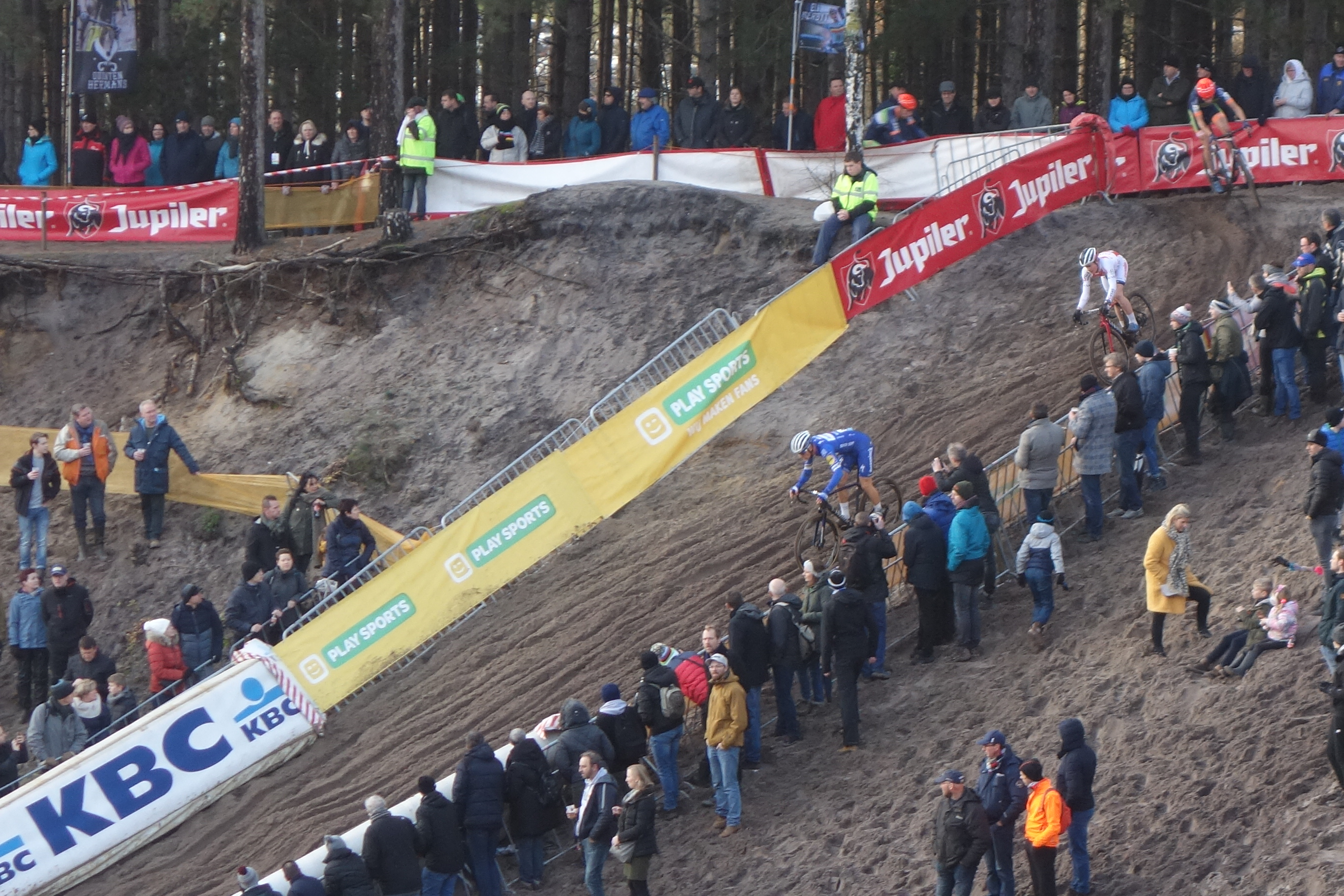
Herzstück des Rennens: Steil bergab in die Kuil…

Der Cyclocross Zonhoven ist ein Cyclocrossrennen, das beim belgischen Ort Zonhoven ausgetragen wird.

## Geschichte

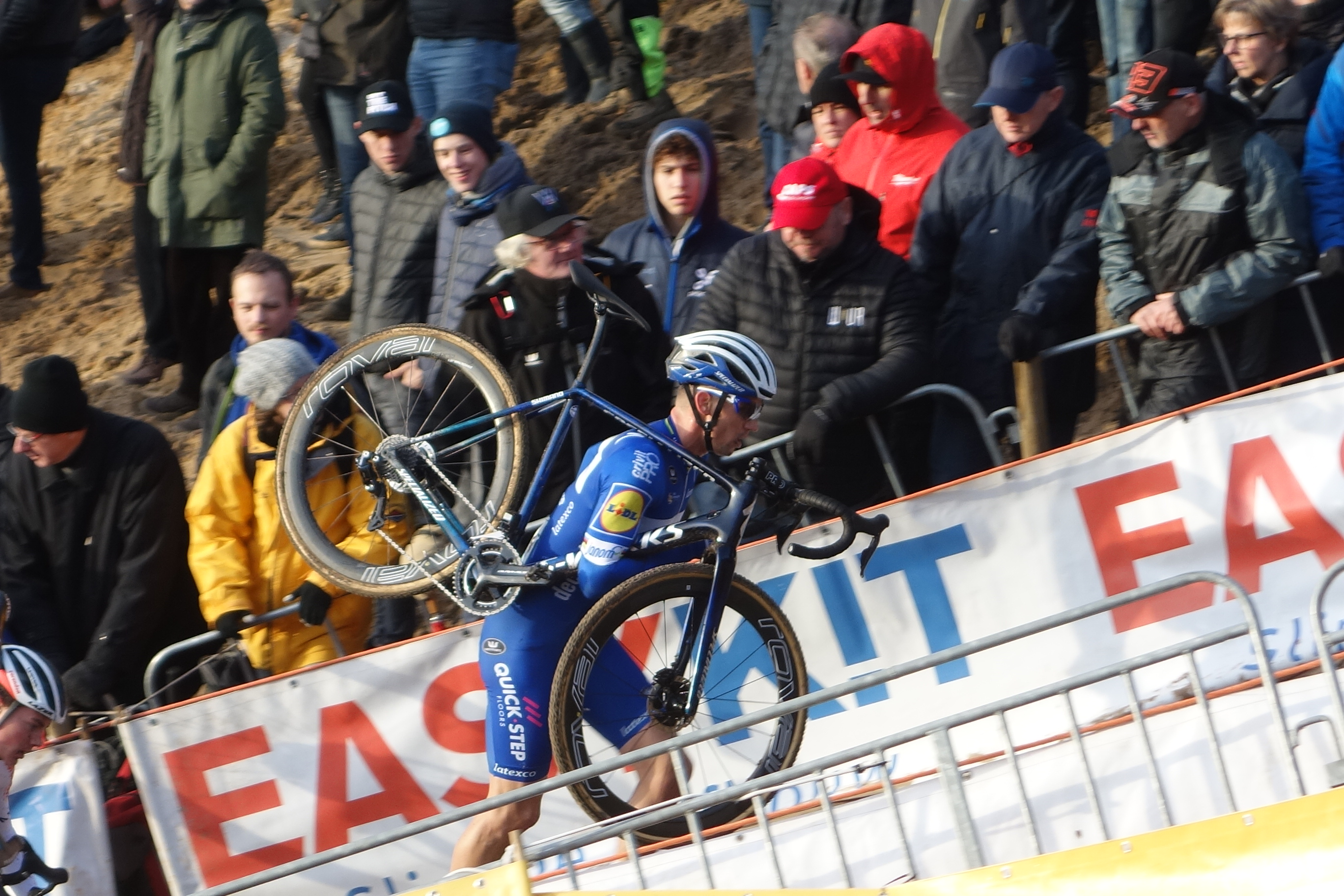
…und zu Fuß wieder heraus.

Erstmals gab es von 1958 bis 1966 ein Cyclocross-Rennen in Zonhoven, das aber auf einem anderen Parcours stattfand. Das heutige Rennen entstand 2005. Sein bekanntestes Merkmal ist seit 2010 die Kuil genannte Sandgrube, die in den 1970er Jahren beim Bau der nahegelegenen E 314 entstand. Die Fahrer stürzen sich während des Rennens den steilen Abhang der Sandgrube hinunter, was neben Mut auch große technische Fertigkeiten verlangt. Zugleich erlaubt die stadionartige Sandgrube vielen Zuschauern einen Blick aufs Geschehen. Außer der Kuil wird die sandige Heidelandschaft oberhalb der Sandgrube durchfahren.
Der Zeitpunkt des Rennens lag in der Vergangenheit meist im Oktober oder November. In der Saison 2009/2010 fand es im Februar statt, seit 2022/2023 Anfang Januar. Von 2010 bis 2019 gehörte es zur Superprestige-Serie. 2020 wechselten die Veranstalter in den vergrößerten UCI-Cyclocross-Weltcup. Allerdings musste die erste geplante Weltcup-Ausgabe infolge der Corona-Pandemie abgesagt werden.
Das Rennen wird für Männer und Frauen ausgetragen, teilweise auch in den Kategorien U23 und Junioren. Das Frauenrennen fiel mehrmals aus: bei der ersten Ausgabe 2005, in der Saison 2009/2010 infolge des Wechsels zur Superprestige-Serie und 2013 infolge eines Terminkonflikts mit den Europameisterschaften, die damals nur von den Frauen bestritten wurden.

## Siegerliste

### Männer

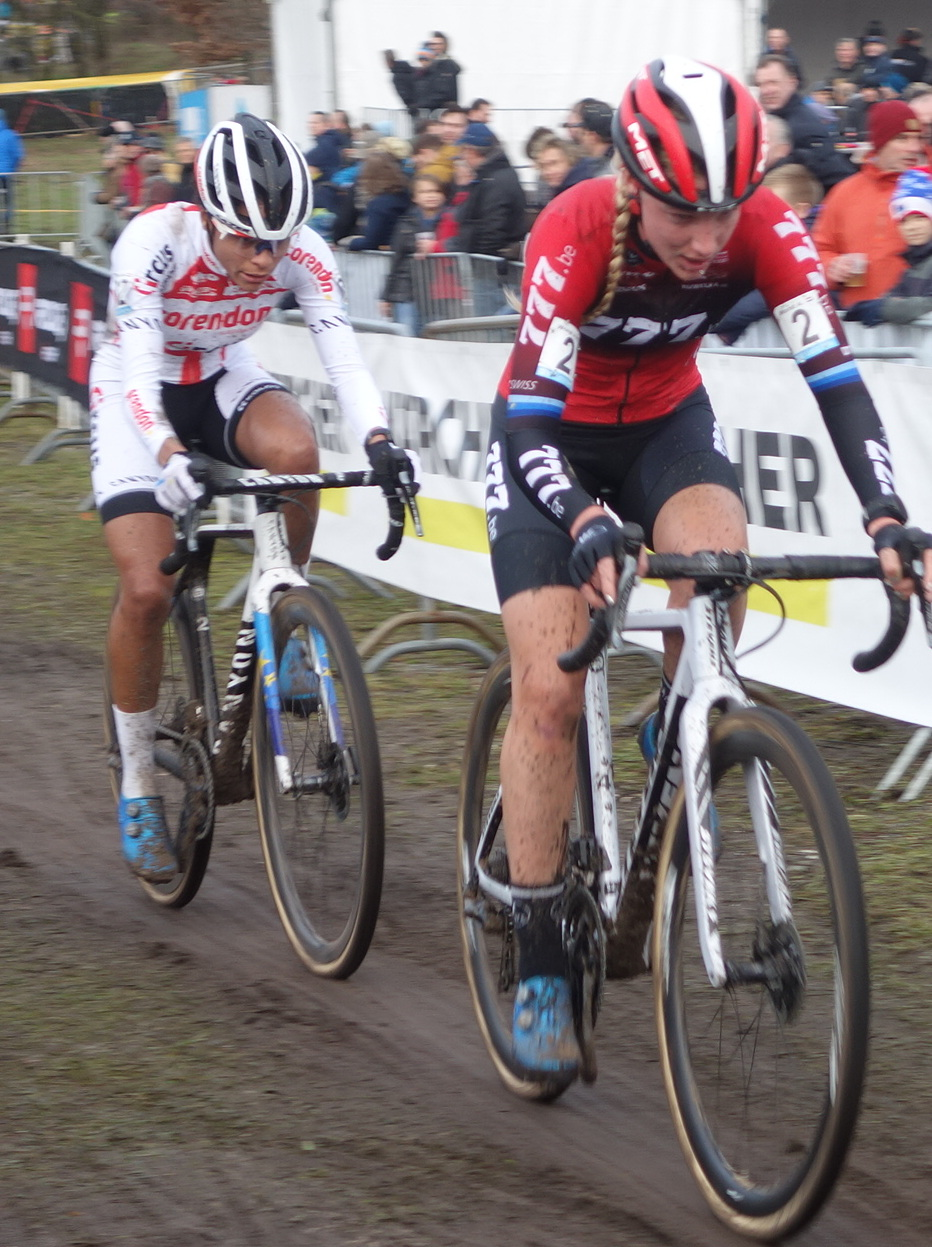
Annemarie Worst auf dem Weg zum Sieg 2019, hier vor Ceylin del Carmen Alvarado.

- 2005:  Sven Nys
- 2006:  Sven Nys
- 2007:  Bart Wellens
- 2008:  Niels Albert
- 2010 (Feb):  Sven Nys
- 2010 (Okt):  Zdeněk Štybar
- 2011:  Niels Albert
- 2012:  Sven Nys
- 2013:  Sven Nys
- 2014:  Kevin Pauwels
- 2015:  Wout van Aert
- 2016:  Mathieu van der Poel
- 2017:  Mathieu van der Poel
- 2018:  Mathieu van der Poel
- 2019:  Toon Aerts
- 2020: abgesagt (Corona-Pandemie)
- 2021:  Toon Aerts
- 2023 (Jan):  Wout van Aert
- 2024 (Jan):  Mathieu van der Poel
- 2024 (Dez):  Mathieu van der Poel

### Frauen
- 2005: nicht ausgetragen
- 2006:  Veerle Ingels
- 2007:  Helen Wyman
- 2008:  Nicolle Leijten
- 2010 (Feb): nicht ausgetragen
- 2010 (Okt):  Daphny van den Brand
- 2011:  Sanne van Paassen
- 2012:  Sanne Cant
- 2013: nicht ausgetragen (EM)
- 2014:  Sanne Cant
- 2015:  Sanne Cant
- 2016:  Sanne Cant
- 2017:  Maud Kaptheijns
- 2018:  Sanne Cant
- 2019:  Annemarie Worst
- 2020: abgesagt (Corona-Pandemie)
- 2021:  Denise Betsema
- 2023 (Jan):  Shirin van Anrooij
- 2024 (Jan):  Puck Pieterse
- 2024 (Dez):  Ceylin del Carmen Alvarado